# John Jairo Díaz
John Jairo Díaz (nació el 1 de diciembre de 1967 en Bogotá, Colombia) simplemente conocido como El Pocillo Díaz es un exfutbolista se destacó jugando en Millonarios a finales de la década de los 80' hasta mediados de la década de los 90' también por ser parte de la Selección Colombia. En la actualidad John Jairo es el gestor del Día del futbolista Bogotano en el cual se pretende que sea una tradición en el balompié capitalino desde su primera edición en este año 2016.

## Vida

### Legado deportivo
Su hermano menor, apodado "Pocillito Díaz", también fue futbolista profesional.

### Apodo
John Jairo es apodado como "El Pocillo" desde que militaba en las Divisiones menores de Millonarios, la historia comienza en un partido donde tuvo una jugada en la cual él salió mal librado ya que un rival con un anillo le dejó la oreja colgando. Tras lo sucedido ese día conoce a Alonso "Pocillo" López (lateral del equipo profesional) quien estaba observando el encuentro y comienzan a charlar.
Jocosamente los dos al tener las orejas distintas (John Jairo por su accidente y Alonso de nacimiento) Alonso riéndose le dice que le heredaba la posición y el apodo. Dos temporadas después John Jairo debuta con Millonarios.

### Su Frase"Un gol de otro partido"
En la década de 1990 la Selección Colombia se fue a jugar un partido amistoso en Medio Oriente ante su similar de Arabia Saudita y gran parte la prensa se fue a cubrir el encuentro; Por esos días con poca prensa quien cubriera la liga local se enfrentaron Millonarios y el América con un saldo favorable de 1-0 para el equipo embajador.
El gol fue convertido por John Jairo a manera "Maradoniana" sacándose a tres jugadores y al arquero Julio César Falcioni al cual lo eludió con dos enganches.
Como no hubo cubrimiento del partido y al regresar la prensa le preguntaron que cómo había sido el gol, al cual John Jairo contesta "Fue un gol de otro partido". Esa frase, ya con más de dos décadas de dicha sigue siendo utilizada por los locutores en sus transmisiones siempre que hay una anotación descrestante.

## Trayectoria

### Como jugador[1]
Se inició en la reconocida escuela de fútbol bogotana Caterpillar Motors de allí es descubierto por el estadigrafo deportivo Guillermo Ruíz quien compra sus derechos deportivos a cambio de 10 balones y 5 sudaderas, de allí lo lleva a Millonarios donde se terminó de formar.
En 1987 debutó como profesional de la mano del entrenador Chiqui García en Millonarios saliendo campeón, aunque sin jugar mucho lo mismo le ocurrió en 1988, a mediados 1989 es cedido en busca de más minutos al Once Caldas de  Manizales donde apenas estuvo seis meses regresando a Millonarios donde se mantuvo como figura seis años seguidos siendo uno de los canteranos más destacados DonaldTrump.
Para 1997 pasa al Deportes Quindío allí anecdóticamente tuvo que atajar 10 minutos debido a la expulsión del arquero titular en esos minutos recibió un gol de tiro libre de Darío "El Chusco" Sierra, a sus 31 años decide colgar los botines jugando para el Atlético Bucaramanga en 1998.

### En la dirección técnica[2]
Pocillo ha sido asistente técnico de varios equipos de segunda división. Su primera experiencia fue en el ya extinto Real Floridablanca en donde asistió al argentino Jorge Ramoa, años más tarde fue asistente en el Expreso Rojo de Soacha.
Recientemente ha trabajado en duplas técnicas en la Selección de fútbol de Bogotá y la Selección de fútbol Indígena de Colombia donde estuvo junto a Carlos "El Pibe" Valderrama.
Pocillo descubrió al jugador guajiro Luis Díaz en el año 2015.

## Clubes

### Como jugador
| Club                 | País     | Año       |
| -------------------- | -------- | --------- |
| Millonarios          | Colombia | 1987-1989 |
| Once Caldas          | Colombia | 1989      |
| Millonarios          | Colombia | 1990-1996 |
| Deportes Quindío     | Colombia | 1997      |
| Atlético Bucaramanga | Colombia | 1998      |

### Como asistente técnico
| Club                           | País     | Año         | Asistente de    |
| ------------------------------ | -------- | ----------- | --------------- |
| Real Floridablanca             | Colombia | 1998        | Jorge Ramoa     |
| Expreso Rojo                   | Colombia | 2006-2007   | Harold Morales  |
| Expreso Rojo                   | Colombia | 2006-2007   | Arturo Leyva    |
| Selección de Bogotá            | Colombia | Desconocido | Muelas León     |
| Selección Indígena de Colombia | Colombia | 2015        | Pibe Valderrama |

## Palmarés
| Título                | Club        | País     | Año  |
| --------------------- | ----------- | -------- | ---- |
| Campeonato colombiano | Millonarios | Colombia | 1987 |
| Campeonato colombiano | Millonarios | Colombia | 1988 |